# رود فارياب (إرم)
رود فارياب (بالفارسية: رودفاریاب) هي قرية تقع في إيران في قسم إرم الريفي. يقدر عدد سكانها بـ 1,695 نسمة .